# José Castro y Serrano
José de Castro y Serrano, conocido también por su seudónimo Cocinero de S. M. (Granada, 1829-Madrid, 1896), fue un médico, gastrónomo, periodista y escritor español.

## Biografía
A los dieciocho años era ya médico, oficio que no quiso nunca ejercer, porque le atraían más las letras, que cultivó como periodista, cronista de la alta sociedad y de exposiciones en Londres y París, narrador y ensayista. Moderado en política, jamás quiso aceptar ningún cargo público (o no se lo ofrecieron sus numerosos amigos); fue oficial del ministerio de Ultramar y formó parte de la tertulia granadina de La Cuerda con el nombre de "Novedades" y de la de Gregorio Cruzada Villamil en Madrid; residió un tiempo en Londres y conoció a la perfección la literatura inglesa, de la que tomó su característico humor, que se fijaba especialmente en lo que llamaba la bêtisse humaine, la "estulticia humana"; amaba el arte pictórico y la música; estuvo en París representando a España en la Exposición Universal. Fue redactor de La Gacetilla (1859), El Crítico (1856) y El Observador (1857) y colaboró en las principales publicaciones de su época. En 1862 publicó en La América sus Cartas trascendentales; también tiene forma epistolar La novela de Egipto, publicada por entregas en La Época en 1869. Fue miembro de la Real Academia Española (1889) y de la Academia de Bellas Artes de San Fernando. Escribió diversos cuentos, cuadros de costumbres y libros de viajes con elegancia y humor chispeante, en los que sabía criticar sin que el ofendido llegara a sentirse atacado. Leopoldo Alas, González-Blanco y Azorín alabaron sus escritos. Documentó los platos de la cocina española decimonónica. Publicó en el año 1888 uno de los primeros libros de gastronomía escritos en español. Fallecido el 1 de febrero de 1896 en Madrid, fue enterrado en el cementerio de San Lorenzo.

## Obras

### Literarias
- La mascarada, 1853.
- La otra vida (cuentos viejos), 1859.
- Cartas trascendentales escritas a uh amigo de confianza, publicadas en 1862 en La América y reimpresas después varias veces.
- La novela de Egipto, publicada por entregas en La Época, 1869.
- Cuadros contemporáneos (Madrid, 1871).
- España en Londres, 1862.
- Mesa revuelta, 1872.
- Historias vulgares, 1887.
- Dos historias vulgares, 1891.
- Los Países Bajos vistos por alto, 1880.
- España en París, 1867.
- De la amenidad y galanura en los escritos, discurso de recepción en la Academia Española, 1889.
- Madrid al deguerrotipo.
- El reloj de arena, novela.

### Gastronómicas
- La mesa moderna (1888) realizado en colaboración con Mariano Pardo y Figueroa (Doctor thebussem)